# Île Marquet
L'île Marquet est une île fluviale naturelle sur la Charente. Elle est située à Angoulême, entre les quartiers de l'Houmeau et de Saint-Cybard. L'île est en libre accès une partie de l'année.

## Présentation
L’Île Marquet porte le nom de son ancien propriétaire. Elle est classée au titre de la directive Natura 2000 (Union européenne) ; ouverte au public uniquement du 15 avril au 31 décembre, elle est interdite d'accès le reste de l'année pour ne pas gêner la nidification. 
Riche de ses 7,5 hectares, l'île a fait l'objet d'une restauration complète ; elle offre un sentier d'interprétation calme et reposant créé à l'initiative de la Ville d'Angoulême en plus d'une faune inédite. 
Elle est accessible par la passerelle Hugo Pratt qui permet de relier l'île au Musée de la Bande Dessinée et au Vaisseau Moebius, deux bâtiments de la Cité internationale de la bande dessinée et de l'image, situés de part et d'autre de la Charente.

## Activités
L'île était essentiellement à vocation végétale avec une utilisation principalement agricole au XIXe siècle.
Au XXe siècle, la situation stratégique de l'île bordant la Charente est utilisée pour construire la roue d'une féculerie de pommes de terre. Cette usine sera par la suite une cartonnerie, avant de cesser toute activité au milieu du siècle. La cheminée restante témoigne de l'activité humaine sur l'île.